# Prada de la Sierra
Prada de la Sierra es una localidad española (según sentencia judicial de mayo de 2022) situada en el término municipal de Santa Colomba de Somoza, en la provincia de León, comunidad autónoma de Castilla y León.

## Historia
Prada de la Sierra, como otros pueblos maragatos, tiene su origen datado en la Edad Media, con posibles orígenes más remotos pues tiene numerosos restos de minas romanas de oro, tanto primarias con varias minas excavadas en roca como secundarias. Fue repoblado posiblemente por gentes provenientes del Bierzo, encabezadas por el Conde Gatón, como la mayoría de pueblos de la zona.[cita requerida]
Según el Diccionario geográfico-estadístico de España y Portugal de Sebastián Miñano, en 1828 era un municipio que contaba con 34 vecinos (familias) y 129 habitantes. Se dedicaba a la producción de granos, legumbres, lino, pastos, patatas y ganados.
Fue un pueblo eminentemente agrícola y ganadero que se despobló en las últimas décadas del siglo XX debido al éxodo rural, perdiendo su condición de pedanía por lo que pasó a depender en su totalidad del ayuntamiento de Santa Colomba de Somoza.[cita requerida]
Desde principios del siglo XXI la asociación Nueva Prada de la Sierra trabaja por recuperarlo del olvido y fijar población. En mayo de 2022 una sentencia judicial del Juzgado Contencioso-Administrativo número 2 de León —cuyo origen fue la denuncia de un vecino tras negarse a dar de alta la localidad y clasificar su suelo como rústico, dificultando la reconstrucción de viviendas— le devolvió la categoría de localidad y condenó a su aparición en el INE. La entidad de Prada de la Sierra fue suprimida el 23 de junio de 1992 a proposición del Ayuntamiento de Santa Colomba de Somoza, en un decreto del presidente de la Junta de Castilla y León debido a la carencia de vecinos, servicios mínimos, órganos de gobierno y protección del patrimonio.

## Cultura

### Patrimonio

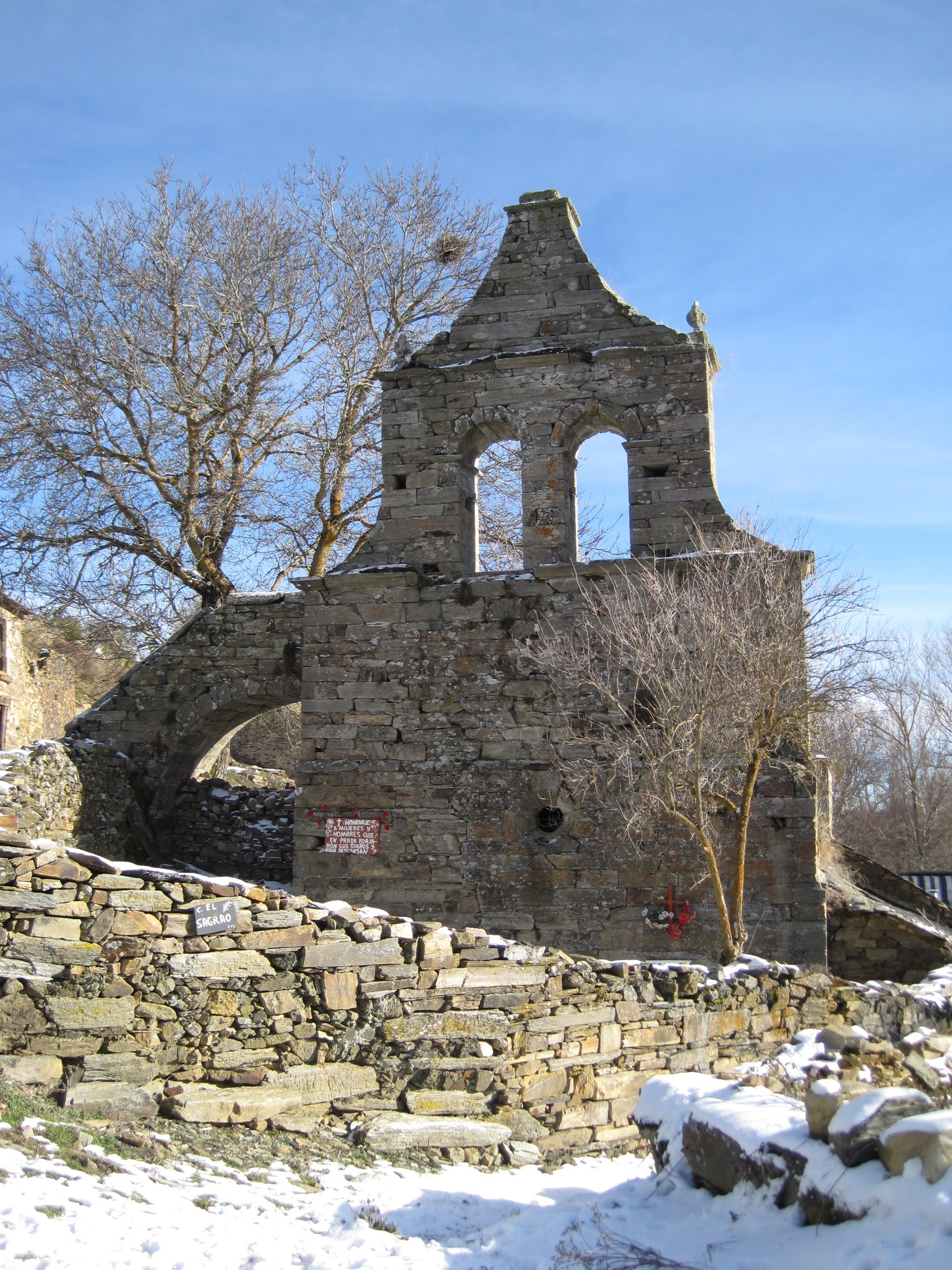
Espadaña de la iglesia

- Iglesia de San Bernabé.[7]

### Fiestas
- Fiestas patronales de San Bernabé, en julio.[8]